# کمر کوه
کمر کوه یک روستا در ایران است که در دهستان چورزق واقع شده‌است. کمر کوه ۲۷۹ نفر جمعیت دارد.